# Karl Troll (Politiker)
Karl Troll (* 10. März 1923 in Knittelfeld; † 17. August 1977 in Wien) war ein österreichischer Politiker (SPÖ) und Kammeramtsleiter. Er war von 1966 bis 1977 Abgeordneter zum Nationalrat.
Troll besuchte nach der Pflichtschule die Berufs- und Fachschule und absolvierte eine Berufspraxis als Monteur. Er war Geschäftsführer einer Installationsfirma in Knittelfeld und arbeitete von 1945 bis 1946 als Monteur. 1947 wurde er Landesobmannstellvertreter der ÖGB-Jugend und der Sozialistischen Jugend, danach arbeitete er als Gebietsfachsekretär der Gewerkschaft der Metall- und Bergarbeiter. Ab 1963 war er Amtsleiter der Kammer für Arbeiter und Angestellte Leoben.
Troll engagierte sich ab 1946 als Funktionär in der Sozialistischen Jugend und hatte zwischen 1946 und 1948 das Amt des Obmanns der Gewerkschaft der Metall- und Bergarbeiter in der Ortsgruppe Knittelfeld inne. Er war zwischen 1948 und 1955 Mitglied des Bundesjugendvorstandes im ÖGB und ab 1950 Bezirksparteiobmannstellvertreter der SPÖ Leoben. Zudem fungierte er als Kammerrat der Kammer für Arbeiter und Angestellte für Steiermark. Troll vertrat die SPÖ im Nationalrat vom 30. März 1966 bis zu seinem Tod. 